# Hosuru, Bhadravati
Hosuru là một làng thuộc tehsil Bhadravati, huyện Shimoga, bang Karnataka, Ấn Độ.